# Matskåltjärnen
Matskåltjärnen är en sjö i Åre kommun i Jämtland och ingår i Indalsälvens huvudavrinningsområde. Matskåltjärnen ligger i Vålådalens naturreservat och Vålådalens Natura 2000-område.